# Masashi Ohuchi
Masushi Ōuchi (大内 仁 Ōuchi Masushi?, Kōriyama, 28 de septiembre de 1943 – 6 de junio de 2011) fue un haltera japonés, que consiguió el bronce en los Juegos Olímpicos de Tokio 1964 y la plata en los Juegos Olímpicos de México 1968. Se colgó dos medallas en los Juegos Asiáticos en 1966 y 1970 y un campeonato mundial en 1969. Entre 1965 y 1969, Ouchi estableció seis récords del mundo – seis en el dos tiempos y dos en el total. Ya retirado, Ouchi ganó cuatro títulos mundiales en la categoría senior.

## Palmarés internacional
| Representando a Japón |                     |                   |           |
| Juegos Olímpicos      |                     |                   |           |
| Año                   | Lugar               | Medalla           | Categoría |
| 1964                  | Tokio (Japón)       | Medalla de bronce | -75 kg    |
| 1968                  | México (México)     | Medalla de plata  | -75 kg    |
| Campeonato Mundial    |                     |                   |           |
| Año                   | Lugar               | Medalla           | Categoría |
| 1964                  | Tokio (Japón)       | Medalla de bronce | -75 kg    |
| 1968                  | México (México)     | Medalla de plata  | -75 kg    |
| 1969                  | Varsovia (Polonia)  | Medalla de oro    | -82,5 kg  |
| Juegos Asiáticos      |                     |                   |           |
| Año                   | Lugar               | Medalla           | Categoría |
| 1966                  | Bangkok (Tailandia) | Medalla de oro    | -75 kg    |
| 1970                  | Bangkok (Tailandia) | Medalla de oro    | -75 kg    |